# Zentrum für Einsatzausbildung und Übungen des Sanitätsdienstes der Bundeswehr
Das Zentrum für Einsatzausbildung und Übungen des Sanitätsdienstes der Bundeswehr seit Ende 2013 Lehr-/Ausbildungszentrum Einsatz (Lehr-/AusbZEins)   ist die zentrale Einrichtung des Sanitätsdienstes der Bundeswehr zur Vorbereitung, Durchführung und Auswertung der sanitätsdienstlichen Einsatz-Ausbildung.

## Geschichte
Die Einheit wurde am 12. Oktober 2006 in der Gäubodenkaserne in Feldkirchen-Mitterharthausen aufgestellt um der zunehmenden Auslandseinsatz-Verwendung der Soldaten der Bundeswehr gerecht werden zu können. Das Zentrum war zunächst der Sanitätsakademie unterstellt. Am 1. November 2013 wurde es als Lehr-/Ausbildungszentrum Einsatz (Lehr-/AusbZEins) dem Sanitätslehrregiment unterstellt.

## Aufgabe
Das Zentrum ist für die gesamte einsatzbezogene Zusatzausbildung für Konfliktverhütung und Krisenbewältigung der Bundeswehr zuständig. Jeder Sanitätssoldat der beispielsweise derzeit in Afghanistan, Bosnien oder im Kosovo eingesetzt wird, muss diese Ausbildungseinrichtung besuchen. Von einem Stammpersonal von ungefähr 50 Soldaten und ca. 100 unterstellten Rollenspielern werden die Lehrgangsteilnehmer in einer einwöchigen Ausbildung auf ihren Einsatz vorbereitet.
Des Weiteren findet während des Lehrgangs auch die Ausbildung an modularen Sanitätseinrichtungen, deren Auf-, Ab- und Umbau sowie Herstellen deren Einsatzbereitschaft statt.